# Libero Gerosa
Libero Gerosa (Stabio, 2 marzo 1949) è un giurista e teologo svizzero.

## Biografia
Dopo l'ordinazione presbiterale nel 1974, consegue nel 1984 il Dottorato in Teologia presso l'Università di Friborgo, dopo aver trascorso un periodo di ricerca presso la Ludwig-Maximilians-Universität München. Libero Gerosa decide poi di proseguire i suoi studi presso l'Università Cattolica di Eichstätt, ove ottiene la licenza in Diritto canonico. Nel 1990 viene chiamato come Professore ordinario presso la Facoltà di Teologia di Paderborn, ove insegnerà Diritto canonico fino al 2000 e della quale sarà rettore dal 1997 al 1999.

Nel 2000 viene chiamato come Professore ordinario di Diritto canonico dalla Facoltà di Teologia di Lugano, della quale sarà rettore dal 2000 al 2008.

Nel 2002 ha fondato l'Istituto DiReCom, che opera quale centro di didattica e ricerca nel campo del Diritto canonico, del Diritto ecclesiastico e del Diritto comparato delle religioni.
Dal 2001 è Consultore del Pontificio Consiglio per i Laici, e dal 2003 Consultore della Congregazione per il Clero. Dal gennaio 2009 è Presidente della Commissione “Chiesa e Stato” della Conferenza dei Vescovi Svizzeri e Presidente della Commissione per i ricorsi amministrativi della Diocesi di Lugano.

## Pensiero
Nelle sue opere Libero Gerosa si è particolarmente soffermato sull'analisi dei problemi della scomunica, del rapporto tra carisma e diritto, della relazione tra ordinamento canonico e pastorale, delle radici cristiane dello Stato laico. I suoi attuali interessi di ricerca riguardano il dialogo interreligioso ed il nesso tra libertà religiosa e diritti dei popoli nel pensiero di Giovanni Paolo II.

## Opere
- Carisma e diritto nella Chiesa, Milano 1989
- Diritto ecclesiale e pastorale, Torino 1991
- L'interpretazione della legge nella Chiesa, Lugano 2001
- Teologia del diritto canonico: fondamenti storici e sviluppi sistematici, Lugano 2005
- L'ottavo giorno. Spunti di spiritualità cristiana, Lugano 2007
- L'identità laica dei cittadini europei: inconciliabile con il monismo islamico? Implicazioni giuridico-istituzionali del dialogo interreligioso, Soveria Mannelli 2009
- Introduzione al diritto canonico, 2 voll., Città del Vaticano 2012